# Lista över Malmös högsta kommunalpolitiker
Detta är en lista över Malmös högsta kommunalpolitiker från 1863 och framåt. 
Då 1862 års kommunalförordningar trädde i kraft 1863 blev stadsfullmäktige Malmös högsta beslutande organ och dess ordförande, som årligen valdes bland ledamöterna, stadens främsta politiker.  Makten att verkställa och förvalta tilldelades drätselkammaren, likaså utsedd av stadsfullmäktige, som i praktiken blev stadens styrelse. Dess ordförande var vid sidan om stadsfullmäktiges ordförande stadens mäktigaste man. År 1886 uppdelades drätselkammaren i två avdelningar, den första ansvarade för kommunalskatteväsendet och medelsförvaltningen, medan den andra ansvarade för byggnader, gator, planteringar, renhållning, gasverk och vattentäkter. År 1923 tillkom en tredje avdelning med ansvar för fastighetsväsendet. I förteckningarna nedan kan man notera att socialdemokraterna, trots den majoritet de 1919 erhållit i stadsfullmäktige, inte besatte den viktiga posten som ordförande i drätselkammaren förrän 1924.
Genom 1953 år kommunallag, som trädde i kraft 1955, underströks drätselkammarens ställning som stadens styrelse och då kommunalrådsinstitutionen infördes i Malmö 1961 blev drätselkammarens ordförande tillika kommunalråd för finansroteln. Då ett enhetligt kommunbegrepp infördes 1971 ersattes benämningen drätselkammare med kommunstyrelse, samtidigt som stadsfullmäktige ändrade namn till kommunfullmäktige. Genom de nya kommunallagar, som infördes 1977 och 1991, accentuerades ytterligare kommunstyrelsens ledande och samordnande roll. Det skedde således en successiv förskjutning, där kommunstyrelsens roll alltmer förstärktes och kommunstyrelsens ordförande därigenom blev stadens mäktigaste politiker. Kommunfullmäktiges ordförandes uppgifter blev att leda kommunfullmäktiges arbete och att representera kommunen utåt.

## Malmö stad (1863–1970)
| - Carl Jöran Kock 1863–1872 - Johan Ulrik Quensel 1873–1878 - Claes Erik Boman 1879–1885 - Johan Ulrik Quensel 1886–1892 - Carl Herslow 1892–1904 - Per Bendz (h) 1905 - Ola Andersson 1905–1906 - Edward Lindahl (h) 1907–1917 - Ernst Wehtje (h) 1918–1919 - Nils Persson (s) 1919–1927 - Emil Olsson (s) 1927–1949 - S.A. Johansson (s) 1950–1962 - Oscar Stenberg (s) 1963–1970 | - Theodor Lundqvist 1863–1885 - Mauritz Richter 1885–1895 - Wilhelm Skytte 1895–1904 - Per Bendz 1904–1905 - Lars Adler 1905–1907 - Severin Axelson (h) 1908–1915 - Ivar Öhman (h) 1916–1923 - S.M. Malmström (s) 1924–1926 - Emil Olsson (s) 1927 - J.W. Hermansson (s) 1928–1942 - S.A. Johansson (s) 1943–1949 - Oscar Stenberg (s) 1950–1956 - Anders Gustafsson (s) 1957–1965 - Arne Lundberg (s) 1965–1970 |

## Malmö kommun (1971–)
| - Oscar Stenberg (s) 1971–1973 - Arne Lundberg (s) 1974–1985 - Percy Liedholm (m) 1985–1988 - Alf Pettersson (s) 1988–1991 - Percy Liedholm (m) 1991–1994 - Kjell-Arne Landgren (s) 1994–2010 - Kent Andersson (s) 2010–2018 - Carina Nilsson (s) 2018– |

### Ordförande i kommunstyrelsen
- Arne Lundberg (s) 1971–1973
- Tore Lundström (s) 1973–1981
- Nils Yngvesson (s) 1981–1985
- Joakim Ollén (m) 1986–1988
- Nils Yngvesson (s) 1989–1990
- Lars Engqvist (s) 1990–1992
- Joakim Ollén (m) 1991–1994
- Ilmar Reepalu (s) 1994–2013
- Katrin Stjernfeldt Jammeh (s) 2013–